# Oxytorus confusus
Oxytorus confusus là một loài tò vò trong họ Ichneumonidae.